# Ruka člověka
Ruka člověka (anglicky The Hand of Man) je černobílá fotografie, kterou pořídil Alfred Stieglitz v roce 1902. Je to jeden z obrázků, které pořídil o městském životě a byl zveřejněn v prvním čísle jeho časopisu Camera Work v lednu 1903. Poznámka k tomuto snímku uváděla, že „Ruka člověka... je pokusem zpracovat obrazově téma, které vstupuje do našeho každodenního života natolik, že jsme náchylní ztratit ze zřetele obrazové možnosti všednosti.“

## Historie a popis
Tato fotografie byla pořízena ze zadní části vlaku v pohybu na Long Islandu v New Yorku. Zobrazuje lokomotivu na kolejích Long Islandu, ze které stoupá černý oblak kouře, zatímco se pohybuje přes kolejové výhybky. Vlevo se zdá, že se k horizontu táhne také několik telefonních sloupů, zatímco vpravo je vidět několik budov.
Název odkazuje na viditelné působení člověka v obrazu městské krajiny a případně i na samotnou fotografii jako umělecký prostředek.

## Veřejné sbírky
Tisky této fotografie jsou v několika veřejných sbírkách, jako například: Metropolitní muzeum umění, New York, Muzeum moderního umění, New York, George Eastman House, Rochester, Muzeum výtvarného umění, Boston, Muzeum umění ve Filadelfii, Knihovna Kongresu, Washington, DC, Institut umění v Chicagu, Muzeum J. Paula Gettyho, Los Angeles, Sanfranciské muzeum moderního umění a Tokijská národní galerie moderního umění, Tokio.